# Led Zeppelin (album)
Albums de Led Zeppelin
Led Zeppelin II
(1969)
Singles
1. Good Times Bad Times/Communication Breakdown
Sortie : 10 mars 1969
2. Babe I'm Gonna Leave You/How Many More Times
Sortie : 1970  uniquement
3. Good Times Bad Times/Communication Breakdown (Live at the Olympia, Paris, 1969)
Sortie : 15 avril 2014

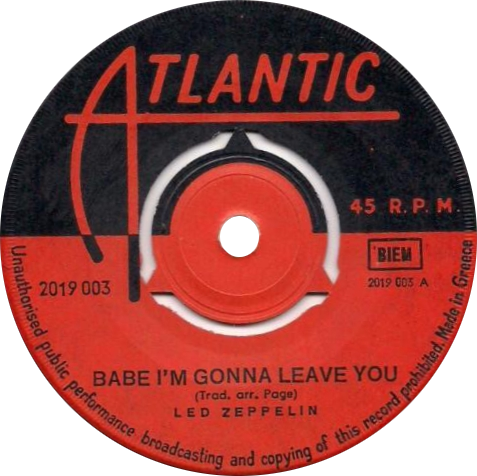
Macaron du single Babe I'm Gonna Leave You, Grèce 1970.

Led Zeppelin est le premier album du groupe de rock britannique Led Zeppelin. Rapidement enregistré dans des conditions live, et seulement trois mois après la fondation du groupe par Jimmy Page, il sort le 13 janvier 1969 aux États-Unis et le 31 mars 1969 au Royaume-Uni et en Europe. Publié par le label Atlantic Records, il est produit par Jimmy Page. Cet album lance la carrière du groupe qui en publie un deuxième la même année, avant de devenir un des plus gros vendeurs des années 1970.

## Historique
Ce premier album est représentatif du style généralement associé au groupe — la fusion de lourd hard rock teinté de blues, mélangé à des expérimentations psychédéliques, et de passages acoustiques et plus calmes — et de leur son alors unique, conçu en grande partie par leur guitariste Jimmy Page. Le succès est immédiat et annonce l'ascension du groupe au sommet durant les années 1970, avec quatre albums publiés en l'espace de deux années.
En 1990, l'album est certifié 8 fois disque de Platine aux États-Unis.
Led Zeppelin figure à la 29e place de la liste des 500 plus grands albums de tous les temps établie en 2003 par le magazine Rolling Stone . Il est également cité dans l'ouvrage de référence de Robert Dimery Les 1001 albums qu'il faut avoir écoutés dans sa vie et dans un grand nombre d'autres listes.
L'album reçoit en 2004 le Grammy Hall of Fame Award.
La photo de couverture montre le célèbre incendie du Zeppelin Hindenburg le 6 mai 1937 à son atterrissage à Lakehurst. La photo du groupe, sur le côté recto, a été prise par l'ex-Yardbirds Chris Dreja, reconverti dans la photo après la séparation du groupe.

## Enregistrement
Il est enregistré en seulement 36 heures durant le mois d’octobre 1968 aux studios Olympic de Londres, ce qui explique l'uniformité et la continuité du son de l'album, et sa couleur « live » malgré l'enregistrement studio, fait inédit pour un groupe aussi jeune. Ce premier album reflète bien ce que sera Led Zeppelin plus tard, Jimmy Page déclarant à ce propos : « Le premier était mon bébé, c'est le noyau de toute la suite. Nous étions à l'époque un groupe de blues extrêmement dur et c'est un disque gorgé de riffs mais, en plus, il y a ces parties acoustiques qui allaient séduire tant de gens. Je voulais absolument ce mélange, ces deux aspects. » En effet, face à des morceaux puissants comme Dazed and Confused ou encore Communication Breakdown apparaissent des chansons plus calmes, comme l'instrumental aux sonorités orientales Black Mountain Side.
Quasiment tous les morceaux sont des premières prises sur lesquelles Jimmy Page a ensuite rajouté les autres pistes de guitare. Cela fut rendu possible par la cohésion du groupe et l'expérience accumulée lors des tournées précédant l'album (notamment en Scandinavie). L'album, enregistré en moins de deux jours, sonne ainsi live.
Bien qu’il ne soit pas crédité sur la plupart des titres, en raison d’obligations contractuelles non expirées, le chanteur Robert Plant a tout de même participé à l’écriture des chansons.

## Liste des titres
| 1. | Good Times Bad Times     | Jimmy Page, John Paul Jones, John Bonham, Robert Plant | 2:46 |
| 2. | Babe I'm Gonna Leave You | Anne Bredon (arr. Page, Plant)                         | 6:41 |
| 3. | You Shook Me             | Willie Dixon, J.B. Lenoir                              | 6:28 |
| 4. | Dazed and Confused       | Page (inspiré par Jake Holmes)                         | 6:26 |

| 5. | Your Time Is Gonna Come (en) | Page, Jones, Plant         | 4:34 |
| 6. | Black Mountain Side (en)     | Page                       | 2:12 |
| 7. | Communication Breakdown      | Page, Jones, Bonham, Plant | 2:29 |
| 8. | I Can't Quit You Baby        | Dixon                      | 4:42 |
| 9. | How Many More Times (en)     | Page, Jones, Bonham, Plant | 8:28 |

| 1. | Good Times Bad Times / Communication Breakdown | Page, Jones, Bonham, Plant     | 3:52  |
| 2. | I Can't Quit You Baby                          | Dixon                          | 6:41  |
| 3. | Heartbreaker                                   | Page, Plant, Jones, Bonham     | 3:50  |
| 4. | Dazed and Confused                             | Page (inspiré par Jake Holmes) | 15:01 |
| 5. | White Summer / Black Mountain Side             | Page                           | 9:19  |
| 6. | You Shook Me                                   | Dixon / J.B. Lenoir            | 11:56 |
| 7. | Moby Dick                                      | Page, Boham, Jones             | 9:51  |
| 8. | How Many More Times                            | Page, Jones, Bonham, Plant     | 10:43 |

## Musiciens
- Robert Plant : chant, harmonica
- Jimmy Page : guitares acoustique et électrique, guitare pedal steel, chœurs
- John Paul Jones : guitare basse, orgue, chœurs
- John Bonham : batterie, percussions, timbales, chœurs

### Musicien additionnel
- Viram Jasani (en) : tablâ (sur Black Mountain Side)

## Production
- Jimmy Page : production
- Peter Grant : producteur exécutif
- Glyn Johns : ingénieur du son, mixage
- Chris Dreja : photographie
- George Hardie (en) : design de la pochette

## Charts & certifications

### Charts

#### Album
| Pays                                  | Durée du classement | Classements 1969-1970 | Classements 2006-2014 |
| ------------------------------------- | ------------------- | --------------------- | --------------------- |
| Allemagne                             | 9 semaines          | —                     | 11e                   |
| Australie                             | 3 semaines          | 9e                    | 16                    |
| Autriche                              | 2 semaines          | —                     | 18e                   |
| Belgique (W)                          | 27 semaines         | —                     | 12e                   |
| Belgique (V)                          | 26 semaines         | —                     | 12e                   |
| Canada                                | 30 semaines         | 11e                   | —                     |
| Danemark                              | 3 semaines          | —                     | 9e                    |
| Espagne                               | 3 semaines          | —                     | 9e                    |
| États-Unis                            | 115 semaines        | 10e                   | 7e                    |
| Finlande                              | 7 semaines          | —                     | 3e                    |
| France                                | 20 semaines         | —                     | 8e                    |
| Italie                                | 18 semaines         | —                     | 20e                   |
| Norvège                               | 4 semaines          | 16e                   | 14e                   |
| Nouvelle-Zélande                      | 5 semaines          | —                     | 5e                    |
| Pays-Bas                              | 14 semaines         | —                     | 14e                   |
| Portugal                              | 5 semaines          | —                     | 9e                    |
| Suède                                 | 4 semaines          | —                     | 11e                   |
| Royaume-Uni (UK Albums Chart)         | 79 semaines         | 6e                    | 7e                    |
| Royaume-Uni (UK Rock and Metal Chart) | -                   | nc                    | 1er                   |
| Suisse                                | 4 semaines          | —                     | 11e                   |

#### Single
| Date          | Single                | Chart           | Durée du classement | Position |
| ------------- | --------------------- | --------------- | ------------------- | -------- |
| 19 avril 1969 | Good Times, Bad Times | Hot 100         | 4 semaines          | 80e      |
| 14 avril 1969 | Good Times, Bad Times | RPM Top Singles | 5 semaines          | 64e      |
| 21 juin 1969  | Good Times, Bad Times | Mega Top 50     | 4 semaines          | 17e      |

### Certifications
| Pays        | Ventes      | Certification | Date       |
| ----------- | ----------- | ------------- | ---------- |
| États-Unis  | 8 000 000 + | 8 × Platine   | 03/05/1999 |
| Australie   | 140 000 +   | 2 × Platine   | 1999       |
| Canada      | 1 000 000 + | Diamant       | 01/12/1982 |
| France      | 100 000 +   | Or            | 1982       |
| Italie      | 50 000 +    | Platine (*)   | 2019       |
| Royaume-Uni | 600 000 +   | 2 × Platine   | 20/10/2006 |
| Suisse      | 25 000 +    | Or            | 1991       |

Note : (*) ventes de la version remastérisée seulement.